# Miniscalchi (Adelsgeschlecht)

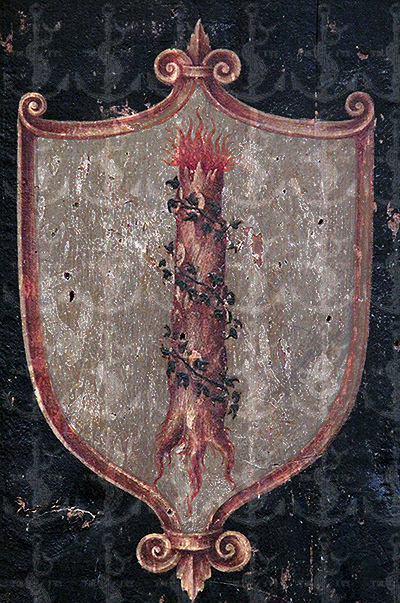
Stammwappen derer von Miniscalchi

Die Familie Miniscalchi ist ein adliges Geschlecht aus Norditalien.

## Geschichte
Die Ursprünge der Familie liegen in der Lombardei, wahrscheinlich in Bergamo. Die erste Erwähnung der Familie in Verona fällt unter die Herrschaft der Visconti in den Jahren 1387 bis 1404. Der Gründer des veronesischen Zweiges war Zanino Marescalcus. Es gelang ihm, mit kaufmännischem Geschick und der Verwaltung von Gütern den Grundstein zum Aufstieg der Familie zu legen.

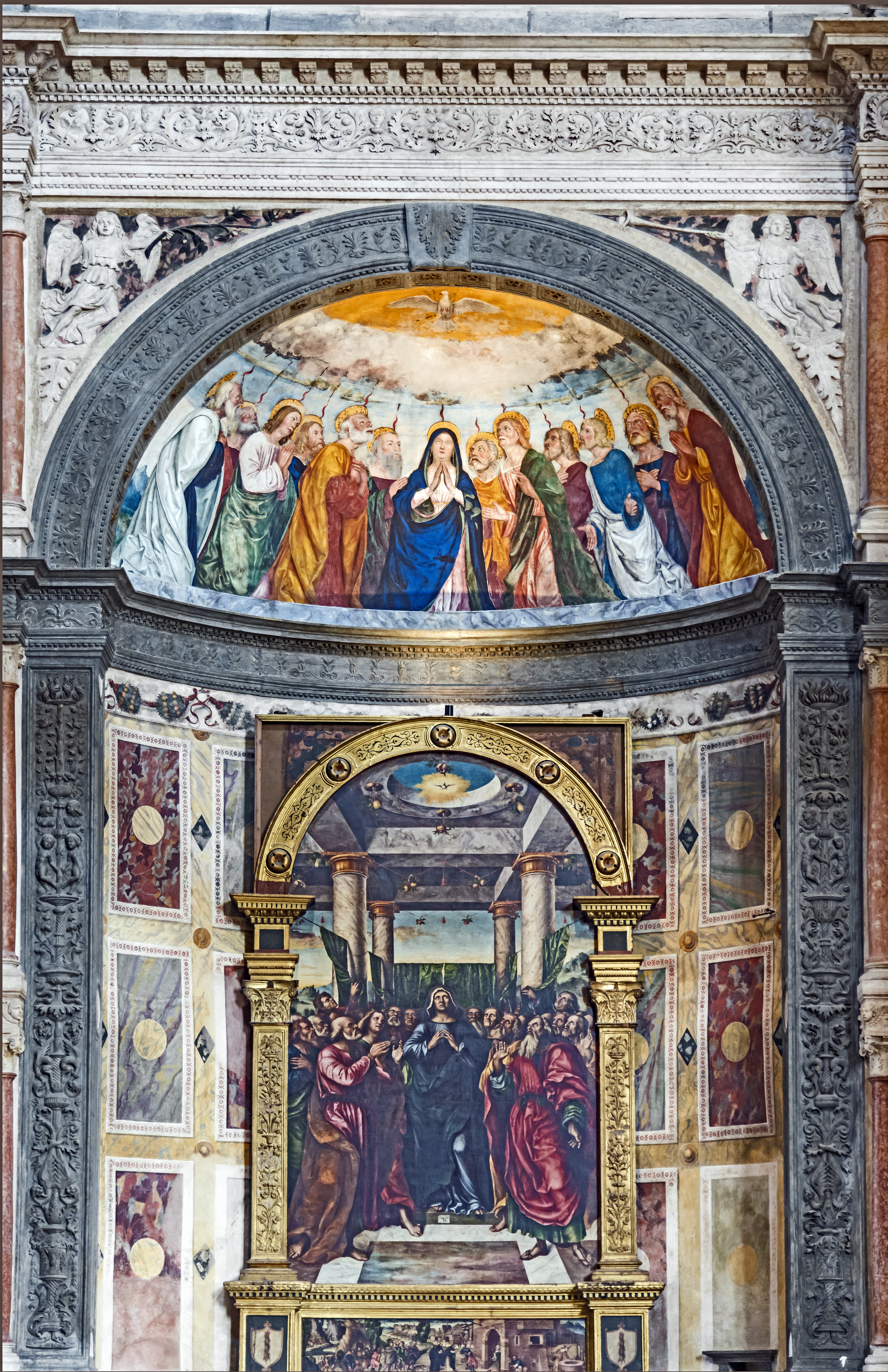
Kapelle der Miniscalchi in der Kirche St. Anastasia in Verona

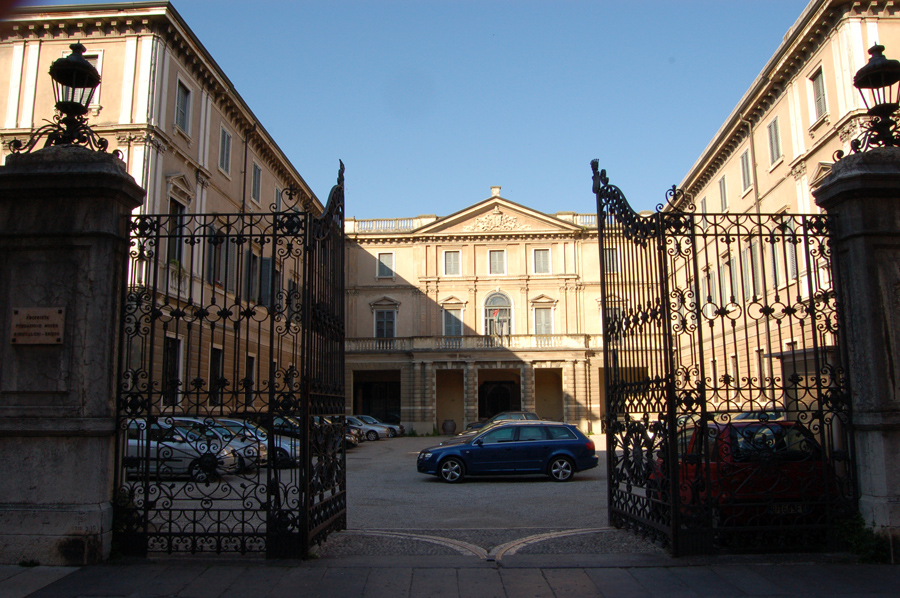
Palazzo Miniscalchi-Erizzo in Verona

Die Familie ließ sich im Viertel San Benedetto nieder, wo sie im Laufe der Zeit ihre Palazzi errichtete. Ende des 14. Jahrhunderts gab die Familie langsam den Handel auf und investierte in ihre Ländereien. Im Jahre 1425 wurden sie in den Hohen Rat der Stadt aufgenommen. Im letzten Viertel des 15. Jahrhunderts wurde mit dem Bau des Palazzo Miniscalchi an der Via San Mammaso in Verona begonnen. Anfang des 16. Jahrhunderts wurde die Familienkapelle in der Kirche der Hl. Anastasia errichtet.
Luigi Miniscalchi heiratete im Jahre 1808 Marianna Erizzo, aus einer der Dogenfamilien der Republik Venedig. Deren Sohn Francesco war ein Politiker und Kunstmäzen. Ein weiteres bedeutendes Mitglied war Marcantonio Abdallah (1844–1906), der im Sardinischen Krieg auf Seiten der Italiener kämpfte.
Graf Marco Miniscalchi Erizzo war Präsident des Roten Kreuzes in Verona und ein Leutnant der Kavallerie von Lucca.
Mit seinen Kindern Franco (1879–1919), Mario (1881–1957), Emilio (1885–1971) und Erminia (1891–1958), die ins Ausland zogen, erlosch das Geschlecht der Miniscalchi-Erizzo jedoch im Mannesstamm.
Als eines von 64 gräflichen Geschlechtern hatte die Familie einen erblichen Sitz im Herrenhaus, dem Oberhaus des österreichischen Reichsrates.
Die Fondazione Museo Miniscalchi Erizzo in Verona befindet sich im Stadtpalast der Familie und stellt die umfangreiche Kunstsammlung der Familie aus.

## Wappen
Das Familienwappen zeigt auf silbernem Hintergrund einen brennenden Dornenbusch oder Baumstamm, welcher von drei Bändern aus grünem Efeu umwickelt ist. Das erweiterte Wappen mit derer von Erizzo auf der zweiten Hälfte hat einen hellblauen Hintergrund, auf dem sich ein goldenes Band mit einem Stachelschwein und den Buchstaben „E“ in Schwarz quer zieht. Das Wappen ist von einer Grafenkrone gekrönt.